# Donn Eisele

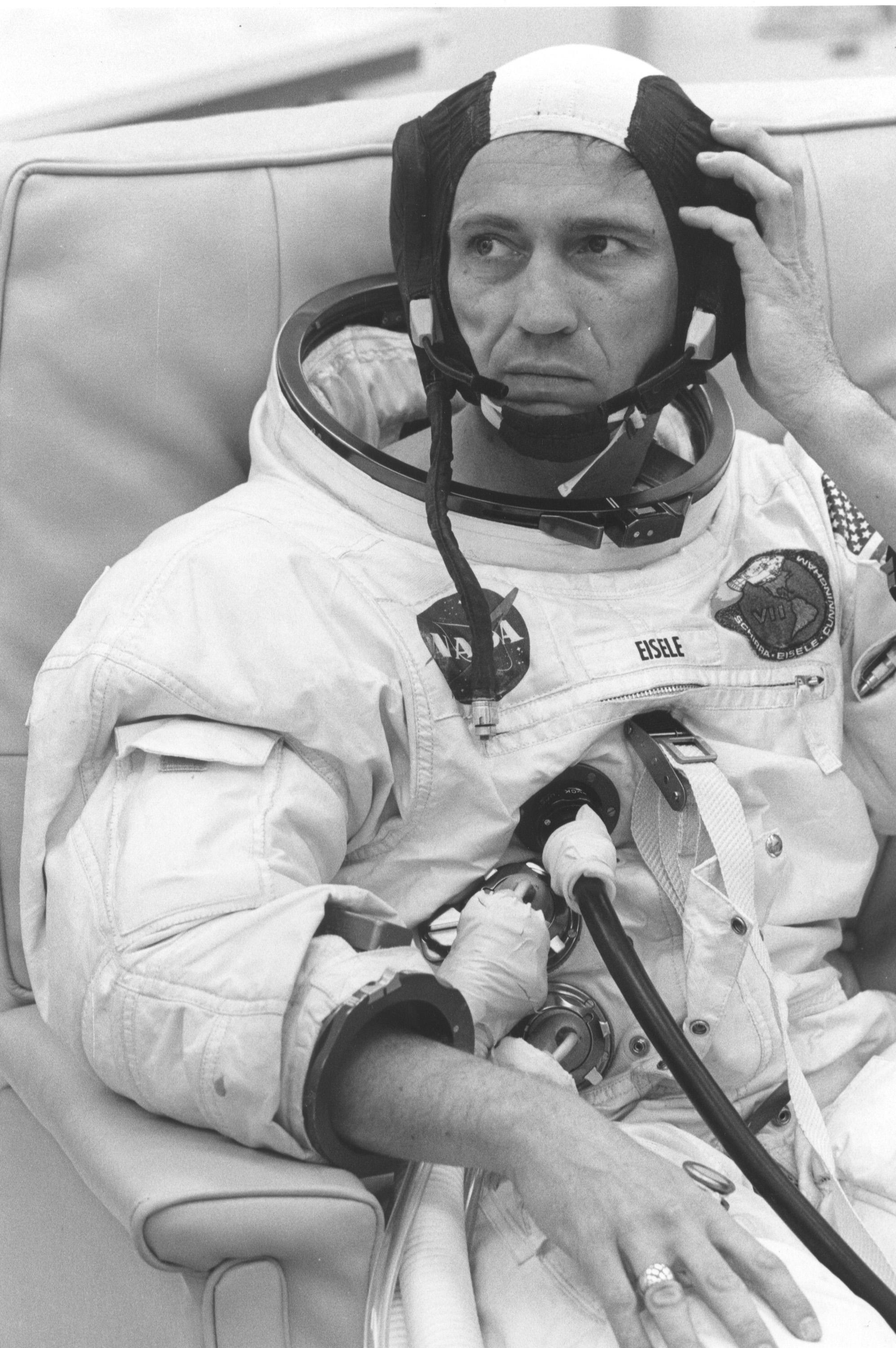
Donn Eisele przed startem do misji Apollo 7

Donn Fulton Eisele (ur. 23 czerwca 1930 w Columbus, zm. 2 grudnia 1987 w Tokio) – amerykański astronauta, pułkownik United States Air Force.

## Wykształcenie i służba wojskowa
- 1948 – ukończył szkołę średnią (West High School) w Columbus w Ohio.
- 1952 – ukończył Akademię Marynarki Wojennej Stanów Zjednoczonych, otrzymując licencjat z astronautyki. Następnie przystąpił do służby w lotnictwie wojskowym. Szkolił się w bazach: Goodfellow w Teksasie, Williams w Arizonie i Tyndall na Florydzie.
- Luty 1954 – uzyskał kwalifikacje pilota wojskowego.
- 1954–1956 – odbył służbę w Wheelus Air Base w Libii.
- 1960 – ukończył Air Force Institute of Technology w bazie Wright-Patterson w Ohio, uzyskując tytuł magistra inżyniera astronautyki.
- 1961 – odbył zaawansowane szkolenie dla pilotów doświadczalnych w Experimental Flight Test Pilot School w kalifornijskiej bazie lotniczej Edwards. Następnie jako inżynier oraz pilot doświadczalny został skierowany do Centrum Broni Specjalnych Sił Powietrznych (Air Force Special Weapons Center) w bazie Kirtland w Nowym Meksyku. Pracował tam do momentu przystąpienia do grupy astronautów.
- Czerwiec 1972 – przeszedł do rezerwy w stopniu pułkownika USAF.

Jako pilot wylatał ponad 4200 godzin, z czego 3600 na samolotach odrzutowych.

## Kariera astronauty
- 18 października 1963 – zakwalifikował się do trzeciej grupy astronautów NASA (NASA 3(inne języki)).
- 1965 – został mianowany pilotem załogi podstawowej (dowodzonej przez Gusa Grissoma) pierwszego lotu załogowego planowanego w ramach programu Apollo.
- 1966 – podczas treningu w stanie nieważkości złamał bark w trakcie jednego z lotów po trajektorii parabolicznej i przesunięto go do załogi rezerwowej. W składzie podstawowym zastąpił go Roger Chaffee.
- 11–22 października 1968 – odbył lot kosmiczny na statku Apollo 7.
- 1969 – wchodził w skład załogi rezerwowej misji Apollo 10.
- 1970 – mimo że był przewidywany do jednej z załóg podstawowych lotów Apollo 13 lub Apollo 14, nie otrzymał nominacji. Zaważył na tym jego konflikt z kierownikiem lotu misji Apollo 7 – Christopherem Kraftem. W wyniku tego podjął decyzję o odejściu z Korpusu Astronautów NASA.
- 1970–1972 – był doradcą technicznym ds. lotów załogowych w NASA Langley Research Center.
- 1 czerwca 1972 – opuścił szeregi NASA.

### Apollo 7
Start Apollo 7, pierwszej załogowej misji programu, odbył się 11 października 1968. Dowódcą wyprawy był Walter Schirra, Donn Eisele – pilotem modułu dowodzenia, a Walter Cunningham pełnił nominalną funkcję pilota modułu księżycowego (podczas lotu pojazd LM zastępował balast). Najważniejszym zadaniem, jakie stało przed astronautami, było wypróbowanie w warunkach rzeczywistych nowego statku załogowego, którym Amerykanie mieli polecieć na Księżyc. W trakcie lotu przeprowadzono m.in. symulację manewru wysuwania lądownika księżycowego i połączenia z członem S-IVB rakiety nośnej statku.
Na pokładzie statku u Schirry, a następnie u Eisele'ego, wystąpiły silne objawy przeziębienia. Obciążeni licznymi zadaniami astronauci zaczęli okazywać irytację i wielokrotnie dochodziło do sprzeczek między nimi a kontrolą lotu. W pewnym momencie wręcz odmówili wykonywania poleceń z Ziemi. W efekcie, po powrocie z orbity zostali wycofani ze składu osobowego programu Apollo i żaden z nich już nigdy nie poleciał w kosmos.
Wodowanie statku Apollo 7 odbyło się 22 października 1968 roku i miało również nietypowy przebieg. Kapsuła bowiem ustawiła się w wodzie wierzchołkiem do dołu (tzw. pozycja stabilna II). Sytuację przywróciło do normy dopiero wypełnienie gazem pontonów przytwierdzonych do korpusu statku. Misja trwała 10 dni 20 godzin 9 minut i 3 sekundy.

## Po opuszczeniu NASA
Po wystąpieniu z NASA Eisele w latach 1972–1974 był szefem oddziału amerykańskiego Korpusu Pokoju (Peace Corps) w Tajlandii. Po powrocie z Azji podjął pracę w sektorze prywatnym, piastował stanowiska kierownicze w firmach Marion Power Shovel Co. oraz Trans Carib Air. W latach 1980–1981 był wiceprezesem ds. inwestycji w przedsiębiorstwie Drexel Burnham Lambert. Od 1981 roku przez pięć lat sprawował nadzór nad kontami korporacji inwestycyjnej Oppenheimer & Company. Jego ostatnim miejscem pracy była firma Prudential Bache Securities w Fort Lauderdale na Florydzie.
Razem z żoną, Susan, napisał dla dzieci książkę o lotach kosmicznych. Ponadto publikował w prasie artykuły o charakterze technicznym i biograficznym.
Zmarł 2 grudnia 1987 roku w Tokio w wieku 57 lat. Odbywał wówczas podróż służbową. Przyczyną śmierci był zawał serca.

## Odznaczenia i nagrody
- Zaszczytny Krzyż Lotniczy
- NASA Exceptional Service Medal
- Astronaut Wings
- Nagroda Haleya Amerykańskiego Instytutu Aeronautyki i Astronautyki (1969)
- NASA Distinguished Service Medal (2008) – pośmiertnie
- Universal Astronaut Insignia za lot orbitalny (nr 30, pośmiertnie) – Stowarzyszenie Uczestników Lotów Kosmicznych (Association of Space Explorers(inne języki))[1]

## Dane lotu
| Lot kosmiczny, w którym uczestniczył Donn F. Eisele                    | Lot kosmiczny, w którym uczestniczył Donn F. Eisele | Lot kosmiczny, w którym uczestniczył Donn F. Eisele | Lot kosmiczny, w którym uczestniczył Donn F. Eisele | Lot kosmiczny, w którym uczestniczył Donn F. Eisele | Lot kosmiczny, w którym uczestniczył Donn F. Eisele |
| Data startu                                                            | Data lądowania                                      | Statek kosmiczny                                    | Funkcja                                             | Czas trwania                                        |                                                     |
| ---------------------------------------------------------------------- | --------------------------------------------------- | --------------------------------------------------- | --------------------------------------------------- | --------------------------------------------------- | --------------------------------------------------- |
| 11 października 1968                                                   | 22 października 1968                                | Apollo 7                                            | Pilot modułu dowodzenia                             | 10 dni 20 godzin 9 minut i 3 sekundy                |                                                     |
| Łączny czas spędzony w kosmosie — 10 dni 20 godzin 9 minut i 3 sekundy |                                                     |                                                     |                                                     |                                                     |                                                     |